# Josef Kisch
Josef Kisch (ur. 28 października 1912, zm. 12 listopada 1948 w Landsberg am Lech) – zbrodniarz hitlerowski, członek załogi obozu koncentracyjnego Mauthausen-Gusen i SS-Rottenführer.
Członek Waffen-SS. We wrześniu 1943 rozpoczął służbę w kompleksie obozowym Mauthausen. Początkowo był strażnikiem w Gusen. Następnie od grudnia 1943 do lutego 1944 Kisch pełnił funkcję kierownika bloku (Blockführera) w obozie głównym. Stamtąd przeniesiono go do podobozu Gros-Raming. Następnie 10 września 1944 Kisch został przydzielony do oddziału zajmującego się rozbrajaniem bomb w Linzu. Przeniesiono go jeszcze na okres sześciu tygodni do podobozu St. Valentin, a w połowie marca 1945 powrócił do służby w obozie głównym. Kisch brał aktywny udział w zamordowaniu 47 lotników alianckich w dniach 1–4 września 1944 w Mauthausen, bijąc ich pałką. Niezależnie od tego wielokrotnie znęcał się nad więźniami obozu, często powodując ich śmierć.
Kisch został osądzony w procesie załogi Mauthausen-Gusen (US vs. Johann Haider i inni) przed amerykańskim Trybunałem Wojskowym w Dachau. Skazano go na karę śmierci przez powieszenie. Wyrok wykonano 12 listopada 1948 w więzieniu Landsberg.